# FYI
FYI és una abreviatura en anglès (For Your Information) que traduïda vol dir Per a la teva informació. Normalment FYI s'usa en correu electrònic, com a primer mot al subjecte del correu o com a marca per a indicar que el missatge és informatiu i només cal tenir en compte el missatge com a material de referència. En català, no hi ha una sigla fixada per a les expressions «perquè en tingueu informació» o «per a la vostra informació». Ara bé, tenen un ús prou estès les sigles PVI ('per a la vostra informació') o bé PTI ('per a la teva informació’)